# Magyarzsákod
Magyarzsákod (románul Jacodu, németül Ungarisch-Sacken) falu Romániában, Maros megyében.

## Fekvése
A falu Segesvártól 11 km-re északra a Zsákod-patak forrásánál fekszik, Székelyvéckétől 4 km-re délkeletre. Személyautóval a 134-es úton, Gyulakuta irányából közelíthető meg,végig aszfaltozott, jól járható műúton.

## Nevének eredete
Nevét onnan kaphatta, hogy zsákként nyúlik be a környező magas dombsorok közé. Mások a szláv zahod (= nyugati) pataknévből magyarázzák.

## Története
1332-ben Sacod néven említik először. Határában őskori leletek kerültek elő. Hasonló nevet visel a szomszédos Oláhzsákod (románul Jacu), mely nagyrészt kihalt. Területén 1325-ből várromot említenek, amelynek azonban nyoma nincs.
Orbán Balázs így emlékezik meg a faluról A Székelyföld leírásában:
"A Nagy-Küküllőbe siető Solymos pataka torkolatjától csuf meredek hegyeken átvágunk az ezen patakkal párhuzamosan, de ellentétes irányban futó Zsákod vize völgyébe.
E patak eredetétől nem messze, a belé jobbpartilag szakadó Vágás árka szük, zsákszerü völgyében (honnan neve is eredhetett) fekszik Magyar-Zsákod.
Ezen falu egy 1325-ben kelt okmányban Zákud néven elő fordul, ugyanis András gróf (Thylegd László fia) apósával Opour gróffal (Sárás fiával), megegyeznek Margit asszonynak (András gróf hugának) hozománya felett, mely 100 ezüst márcára menő követeléséért András gróf átadja Lászlónak a Küküllő megyében lévő Hujlakot.* Ennek szomszédositásánál előjön Zakud, Simonnak Bonis fiának birtoka.* 1333-ban a pápai dézmák regestrumának 754-ik lapján Sakod néven mint önálló egyház-megye van bejegyezve, mikor nevezett évre Mátyás nevü papja 20 uj denárt fizet.
1596-ban már Horváth birtok, Kornis Gáspár nejével Horváth Annával kapja, 1662-ben Daczó János bir Zsákodon.
Ma főbirtokosok a Horvátok, s azok közt a derék Horváth János. Udvarhelyszéknek 1848-ki kormány biztosa.
E falu minden régisége mellett is csekély nevezetességet mutat fel, de jól keresve mégis találunk figyelemre méltót.
Ilyen az unitáriusok régi harangja (melyen e körirat olvasható: "Anno Domini millesimo 500 sexto."
Jelenben Zsákodon nevezetes azon szép emeletes épület, mely a katholikus templom* alatt büszkélkedik, nevezetes legalább előttem azért, mert a Zsákod iskolája, és pedig oly falusi iskola, minő a Székelyföldön bizonnyal kevés van, és ez iskolát a két Horváth-testvér, István és János, épittette a nép hozzájárultával, s czéljuk azt gazdag alapitvánnyal ellátva, elemi iskolává emelni. Hogy ezen elszigetelt, s minden fővonaltól távol eső, elzárt vidéken ez iskola mily fontos szerepre van hivatva, azt felesleges mondanom is, egy egész népes vidék szellemi ébredésének van itt alapja megvetve, és hogy a nagylelkü s hivatásukat átértett alapitók mily szolgálatot tettek ezzel a hazának, azt itt felesleges felhoznom; légyen áldás munkájukon.
Zsákodtól nyugatra egy magas kopár hegyet, honnan tiszta időben a Torda hasadékáig lehet látni, Váruta hegyesinek neveznek. Várnak ott most semmi nyoma, bár az eke (mert e vidéken a magas hegytetőket is szántják) sok cserépdarabot forgat fel. A nép azt mondja, hogy óriások laktak ott, de a rege mellett a vár lételéről még történelmi tudomásunk is van annyi, hogy az a fennemlitett 1325-ben kelt egyezménylevélben, Hujlak szomszédositásánál, szintén emlitve van, mint régi vár, hol előfordul Euzakud földje és a Siründauth utja, mely egyenesen délre megy a régi várnak (versus meridiem ad antiquum castrum), tehát már ekkor is régi, valószínűleg rom volt: az azóta felette átviharzott 5 és 1/2 század még romjait is eltakarta, s ma csak a népregék tartják fel emlékét, mely tovább füződve azt mondja, hogy a Várhegy déli aljában levő mocsárokban egy nagy sárkány tanyázott; a hegyoldalban forrás buzog fel, melyet ma is Sárkány csorgójának neveznek; a forrás alatt mészkőszikla, melyben gyönyörü levélkövületek jönnek elő, e sziklát is a hagyomány szerint sárkány rakta össze lapuból s ráfuván, kővé változtatta. De sárkány uramnak ennél rosszabb szokása is volt, mert, hogy békében maradjon, hogy az arra járó embereket fel ne falja, minden évben a vidék legszebb leányát kell néki adóba adni, mignem a buni Bethlennek egyik őse, egy hirhedett hős vállalkozott e veszélyes szörnyet elpusztitani, és azzal megviván, meg is ölte; ekkor kapta a néphit szerint a grófságot, s czimerül a koronás kigyót."
1910-ben még 769 lakosa volt. A trianoni békeszerződésig Udvarhely vármegye Székelykeresztúri járásához tartozott. 1992-ben 341 lakosából 308 magyar, 27 cigány és 6 román volt, közülük 173 unitárius, 161 római katolikus.

## Látnivalók
- Unitárius temploma 15. századi eredetű, a 18. században bővítették, majd 1836 és 1853 között átépítették. A templomtól délre néhány méterre áll a harangláb. Ennek 1506-ból való, ma már nem létező harangját Orbán Balázs ismertette. Ma a környék legnagyobb – 327,5 valamint 547 kg-os – harangjai találhatók benne, Hönig Frigyes öntötte őket Aradon 1921-ben és 1936-ban.[3]
- Római katolikus temploma 1826-ban épült, a korábbi 1714-ben épült kápolna helyett.

- Világháborús emlékmű a falu közepén, a katolikus templom előtt (Deák Dénes, Palatka Mózes és György Károly kezdeményezésével)

## Híres emberek
- Magyarzsákodról származik Hegedüs Sándor, a Széll-kormány kereskedelemügyi minisztere.[4]
- Palatka Mózes – RMDSZ Könyv és gyertya kitüntetésében részesült ex-szövetkezet elnök